# Greigia berteroi
Greigia berteroi är en gräsväxtart som beskrevs av Carl Skottsberg. Greigia berteroi ingår i släktet Greigia och familjen Bromeliaceae.
Artens utbredningsområde är Juan Fernández-öarna. Inga underarter finns listade i Catalogue of Life.